# Eloísa Ibarra
Eloísa Ibarra (sinh năm 1968) là một nghệ sĩ thị giác người Uruguay, người đã được công nhận với các tác phẩm nghệ thuật đồ họa của cô.

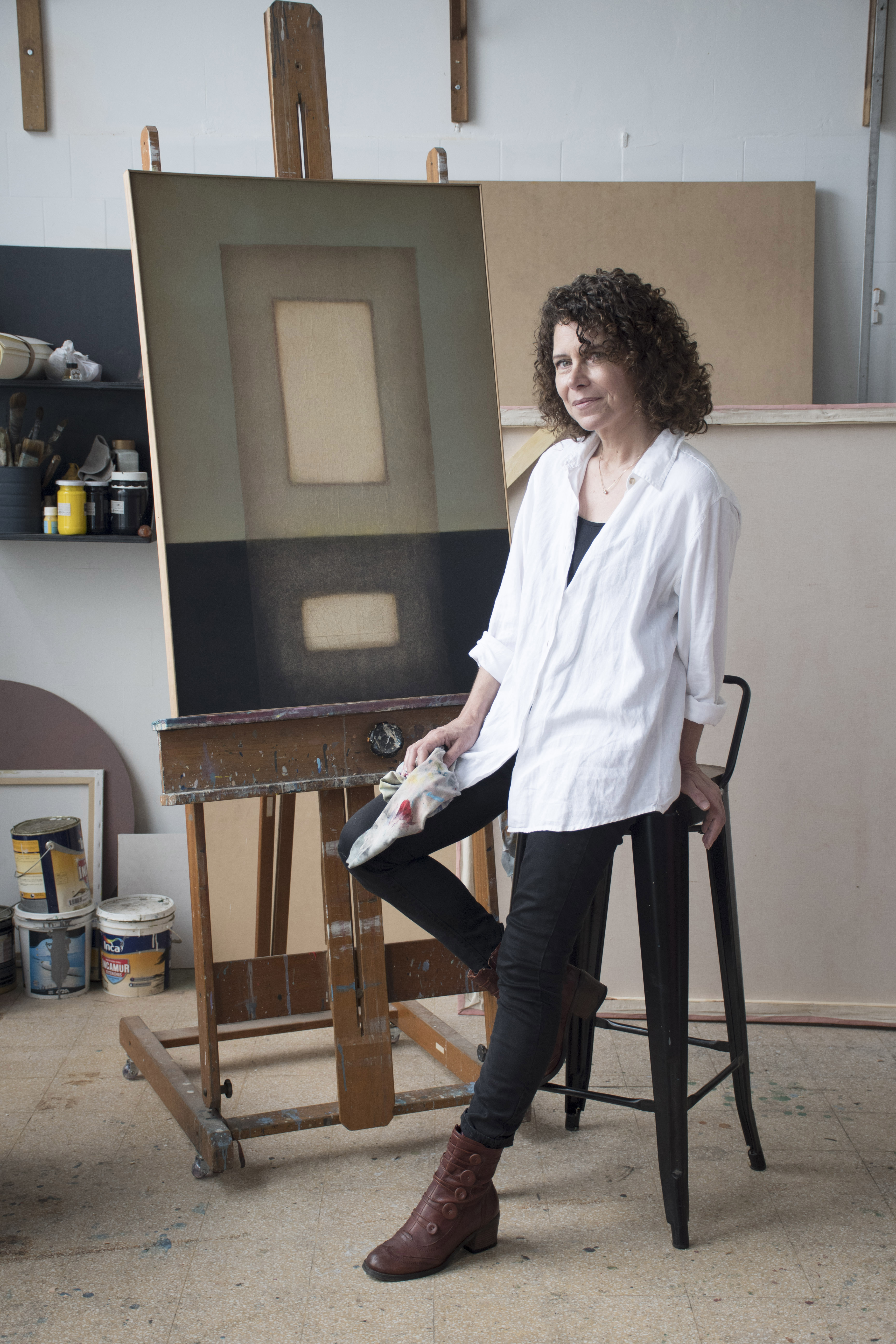
Uruguayan artist Eloisa Ibarra

## Tiểu sử
Ibarra đã học thiết kế đồ họa tại Trường Figari, và được đào tạo tại Viện Mỹ thuật Quốc gia. Cô cũng tham dự hội thảo của bậc thầy Nelson Ramos và nghiên cứu kỹ thuật đồ họa với Pedro Peralta (artist).
Vào năm 2013 và 2014, triển lãm "Hạt giống của Babel" của cô đã được trình diễn tại các thành phố ở Hoa Kỳ. Nó khám phá những thay đổi trong ngôn ngữ, như được minh họa bằng các bản in nghệ thuật cùng với các bản dịch máy lặp đi lặp lại của truyện ngắn " Thư viện của Babel " của Jorge Luis Borges.
Vào năm 2017, triển lãm "Mesura y Abismo" của Ibarra đã được trưng bày tại Bảo tàng Juan Manuel Blanes ở Montevideo. Năm đó, cô cũng được mời làm nghệ sĩ nội trú tại Tổ chức SEA ở Tilburg, Hà Lan.

## Giải thưởng
Đề cử giải danh dự cho hội họa, Mosca Hnos Biennial of Arts Arts (2001)
Giải Danh dự quốc gia, Salon Điêu khắc quốc tế, tích hợp (2005)
Đề cập đặc biệt, Salon Vẽ tranh del Vino, INAVI, Montevideo, Uruguay (2005)
Giải nhất về Điêu khắc, Giải thưởng Zitarrosa Foundation (2006)
Salon Điêu khắc quốc gia thứ 3, Tổ chức Lolita Rubia, Minas, Uruguay (2006)
Giải thưởng nghệ thuật thị giác quốc gia (2016) 